# استان شیگا

جایگاه استان شیگادر ژاپن.

استان شیگا یکی از استانهای کشور ژاپن است که در جزیره هونشو قرار گرفته‌است. مساحت آن ۴۰۱۷ کیلومتر مربع می‌باشد. جمعیت این استان در سال ۲۰۱۵ بیش از ۱۴۱۲۰۰۰ نفر برآورد شده‌است.
استان شیگا از نظر تقسیمات کشوری بخشی از ناحیه کانسای به حساب می‌آید. مرکز این استان شهر اُتسو است.

## معرفی کلی
استان شیگا(滋賀県، Shiga-ken)یک استان محصور در خشکی متعلق به ژاپن است که در منطقه کانسای هونشو واقع شده است. استان شیگا دارای جمعیت ۹۱۶'۴۱۲'۱ (اول اکتبر ۲۰۱۵) و مساحت جغرافیایی ۰۴۷'۴ کیلومتر مربع (۵۵۱'۱ مایل مربع) است. استان شیگا از شمال با استان فوکویی، از شمال شرقی با استان گیفو، از جنوب شرقی با استان میه و از غرب با استان کیوتو همسایه است.

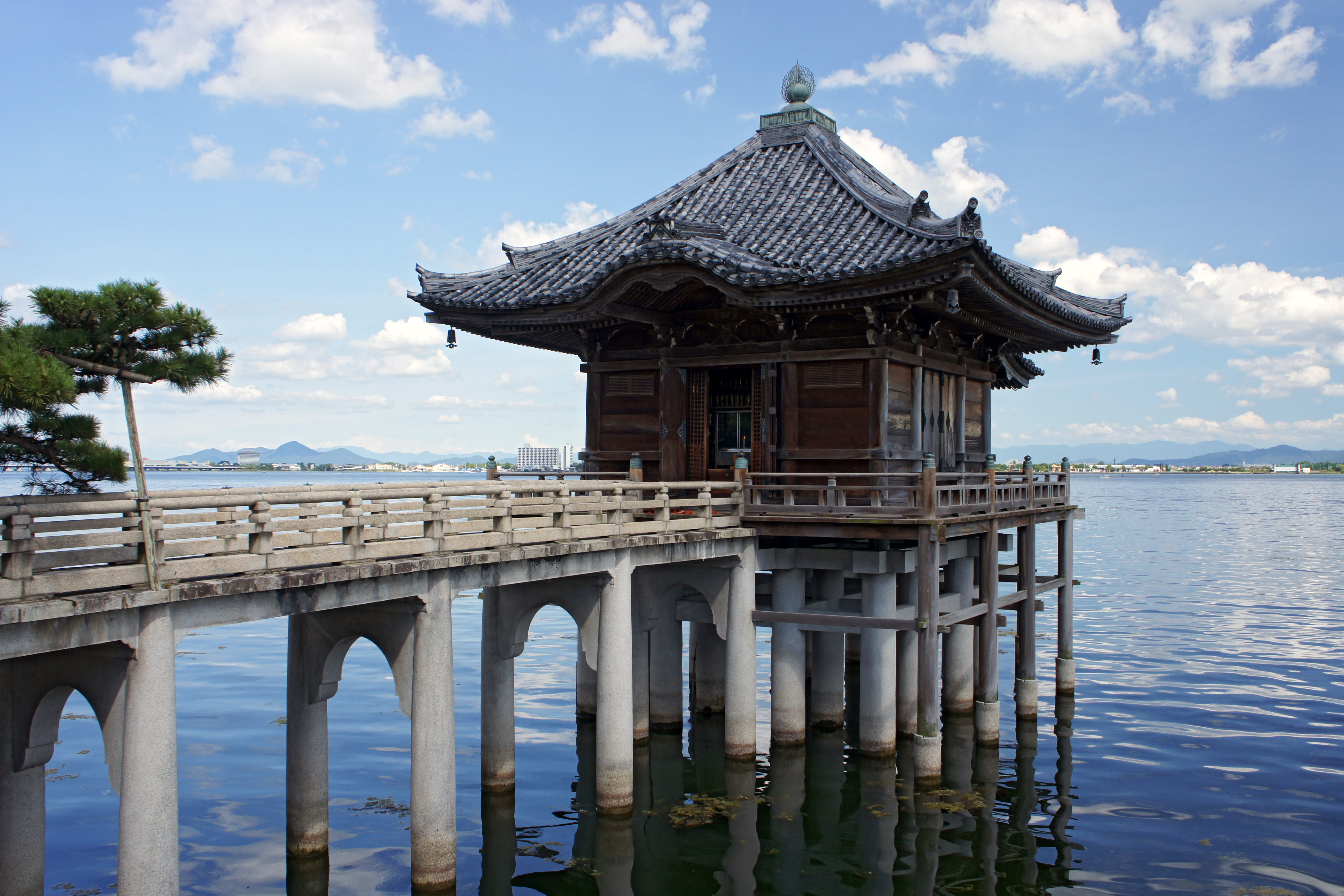